# 58e Grammy Awards

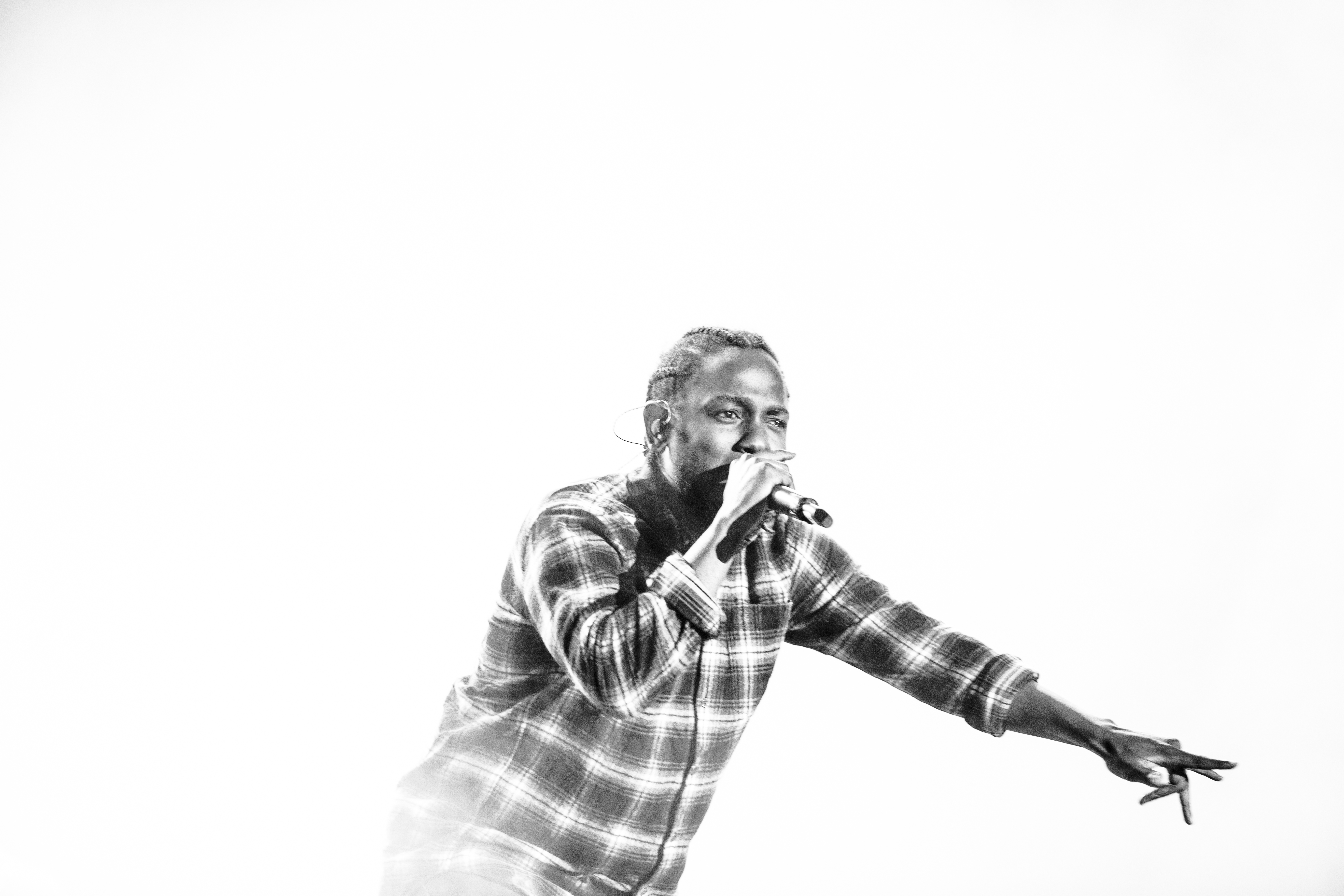
Kendrick Lamar won alle vier Grammy's in de categorie rap en videoclip, en was daarmee de grote winnaar van de Grammy's met vijf beeldjes.

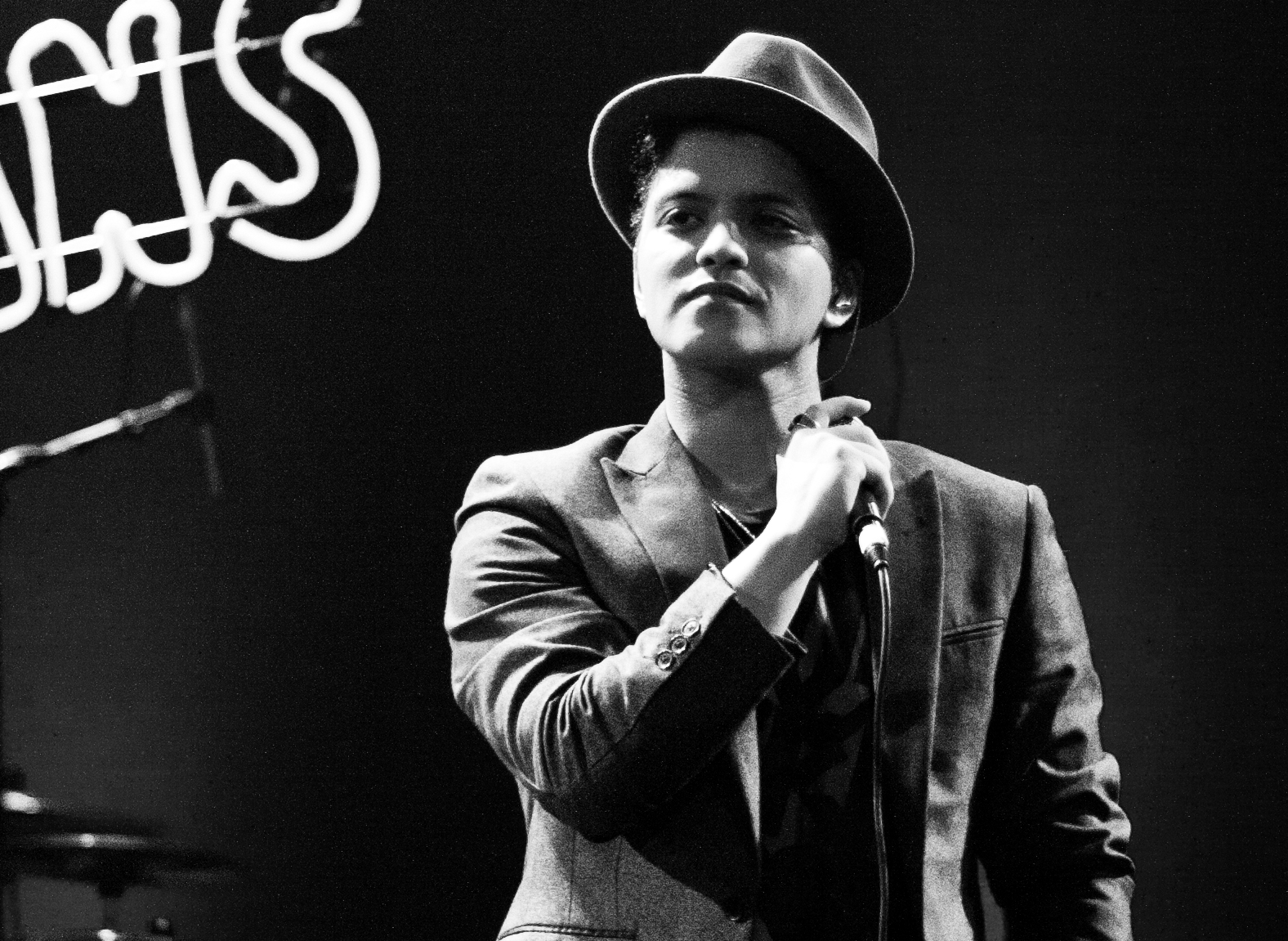
Bruno Mars won de Grammy voor Record of the Year voor Uptown Funk, na drie keer genomineerd te zijn, in de jaren voordien.

De 58e uitreiking van de jaarlijkse Grammy Awards vond plaats in Los Angeles in het Staples Center op maandag 15 februari 2016. De hoofdshow werd uitgezonden door de Amerikaanse tv-zender CBS en werd gepresenteerd door rapper LL Cool J. De Grammy's werden in 83 categorieën uitgereikt. De nominaties werden op 7 december 2015 bekendgemaakt.
Het was voor het eerst in een aantal jaren dat de uitreiking niet plaatsvond op zondag. De verschuiving naar maandag 15 februari had te maken met het feit dat die dag een nationale feestdag was in de VS (President's Day), en CBS wilde de tv-uitzending liever laten plaatsvinden aan het einde van het lange (vrije) weekend dan tijdens.

## The Premiere Ceremony
Niet alle Grammy's werden tijdens de live tv-show uitgereikt. Enkele tientallen wat minder belangrijk geachte onderscheidingen werden uitgereikt tijdens een zogenoemde Pre-telecast ceremony, die voorafging aan de tv-show. Deze werd gehouden in het Microsoft Theater dat naast het Staples Center ligt. Sinds 2015 heet deze show de Premiere Ceremony waarin zo'n 70 Grammy's worden uitgereikt.

## Procedure
Platen die in aanmerking kwamen voor een Grammy(-nominatie) moesten zijn uitgebracht tussen 1 oktober 2014 en 30 september 2015. Tussen medio oktober en 4 november 2015 konden de leden van de Recording Academy hun stem uitbrengen, waarna de nominaties voor elke categorie in december 2015 werden bekendgemaakt. In de meeste categorieën werden vijf titels of artiesten genomineerd.

## Nederlandse nominaties
In vier categorieën werden Nederlanders genomineerd:
- Best Choral Performance (beste uitvoering van een koor): Bernard Haitink en Peter Dijkstra als respectievelijk dirigent en koordirigent van Missa Solemnis, uitgevoerd door koor en orkest van de Bayerischer Rundfunk (BR).
- Best Contemporary Instrumental Album (beste eigentijds, instrumentaal album): Het Metropole Orkest samen met Snarky Puppy op het album Sylva.
- Best Surround Sound Album: Surround technicus Erdo Groot voor het album Shostakovich: Symphony No. 7 van the Russian National Orchestra o.l.v. Paavo Järvi.
- Best Engineered Album, Non-Classical (Beste techniek op niet-klassiek album): technicus Jochem van der Saag voor het album Wallflower van Diana Krall.

Alleen de nominatie van het Metropole Orkest werd verzilverd. Het is de eerste Nederlandse Grammy sinds 2015, toen Tiesto een prijs kreeg als beste remix.

## Meeste nominaties
Rapper Kendrick Lamar kreeg de meeste nominaties, namelijk elf. Alleen Michael Jackson kreeg er meer in een jaar, namelijk 12 in 1984. 
De lijst van artiesten met de meeste nominaties is als volgt (de nominaties die verzilverd werden zijn vetgedrukt):
- 11: Kendrick Lamar
  - Album of the Year voor To Pimp a Butterfly
  - Song of the Year voor Alright
  - Best Pop Duo/Group Performance voor Bad Blood (duet met Taylor Swift)
  - Best Dance Recording voor Never Catch Me (met Flying Lotus)
  - Best Rap Performance voor Alright
  - Best Rap/Sung Collaboration voor These Walls (met Bilal, Anna Wise & Thundercat)
  - Best Rap Song voor All Day (uitgevoerd door Kanye West)
  - Best Rap Song voor Alright
  - Best Rap Album voor To Pimp a Butterfly
  - Best Music Video voor Alright
  - Best Music Video voor Bad Blood (met Taylor Swift)

- 7: Taylor Swift
  - Record of the Year voor Blank Space
  - Album of the Year voor 1989
  - Song of the Year voor Blank Space
  - Best Pop Solo Performance voor Blank Space
  - Best Pop Duo/Group Performance voor Bad Blood (met Kendrick Lamar)
  - Best Pop Vocal Album voor 1989
  - Best Music Video voor Bad Blood (met Kendrick Lamar)

- 7: The Weeknd
  - Record of the Year voor Can't Feel My Face
  - Album of the Year voor Beauty Behind the Madness
  - Best Pop Solo Performance voor Can't Feel My Face
  - Best R&B Performance voor Earned It (Fifty Shades of Grey)
  - Best R&B Song voor Earned It (Fifty Shades of Grey)
  - Best Urban Contemporary Album voor Beauty Behind the Madness
  - Best Song Written for Visual Media voor Earned It (Fifty Shades of Grey)

- 5: Tom Coyne (technicus), Drake, Florence and The Machine, Serban Ghenea (technicus), John Hanes (technicus), Max Martin (producer)
- 4: Alabama Shakes, John Legend, Chris Stapleton, Ed Sheeran, Kanye West, Pharrell Williams
- 3: James Bay, Common, D'Angelo, Diplo, J. Cole, Wiz Khalifa, Matt Maher, Nicki Minaj, Charlie Puth, Mark Ronson, Shellback (producer), Jazmine Sullivan

## Meeste Grammy's gewonnen
- 5: Kendrick Lamar
- 3: Alabama Shakes, Taylor Swift
- 2: Jeff Bhasker, Tom Coyne, D'Angelo, Diplo, Serban Ghenea, Jason Isbell, Bruno Mars, Mark Ronson, Maria Schneider, Ed Sheeran, Skrillex, Chris Stapleton, The Weeknd

De artiesten met de meeste nominaties zonder winst waren Drake en Florence and The Machine, die hun vijf nominaties niet om wisten te zetten in winst.

## Winnaars

### Algemeen
- Album of the Year
  - "1989" - Taylor Swift
  - Jack Antonoff, Nathan Chapman, Imogen Heap, Max Martin, Mattman & Robin, Ali Payami, Shellback, Taylor Swift, Ryan Tedder & Noel Zancanella (producers); Jack Antonoff, Mattias Bylund, Smith Carlson, Nathan Chapman, Serban Ghenea, John Hanes, Imogen Heap, Sam Holland, Michael Ilbert, Brendan Morawski, Laura Sisk & Ryan Tedder (technici/mixers); Tom Coyne, mastering engineer
- Record of the Year
  - "Uptown Funk" - Mark Ronson ft. Bruno Mars
  - Jeff Bhasker, Bruno Mars & Mark Ronson (producers); Josh Blair, Riccardo Damian, Serban Ghenea, Wayne Gordon, John Hanes, Inaam Haq, Boo Mitchell, Charles Moniz & Mark Ronson (technixi/mixers); Tom Coyne, mastering engineer
- Song of the Year
  - Ed Sheeran & Amy Wadge (componisten) voor Thinking Out Loud, uitvoerende: Ed Sheeran
- Best New Artist
  - Meghan Trainor

### Pop
- Best Pop Solo Performance
  - "Thinking Out Loud" - Ed Sheeran
- Best Pop Group/Duo Performance
  - "Uptown Funk" - Mark Ronson ft. Bruno Mars
- Best Traditional Pop Vocal Album
  - "The Silver Lining: The Songs of Jerome Kern" - Tony Bennett & Bill Charlap
- Best Pop Vocal Album
  - "1989" - Taylor Swift

### Dance/Electronic
- Best Dance Recording
  - "Where Are U Now" - Skrillex & Diplo ft. Justin Bieber
- Best Dance/Electronic Album
  - "Skrillo and Diplo present Jack Ü" - Skrillex & Diplo
- Best Remixed Recording
  - Dave Audé (remixer) voor Uptown Funk (Dave Audé Remix), uitvoerenden: Mark Ronson ft. Bruno Mars

### Rock
- Best Rock Performance
  - "Don't Wanna Fight" - Alabama Shakes
- Best Metal Performance
  - "Cirice" - Ghost
- Best Rock Song
  - Alabama Shakes (componisten) voor Don't Wanna Fight, uitvoerenden: Alabama Shakes
- Best Rock Album
  - "Drones" - Muse

### Alternative
- Best Alternative Music Album
  - "Sound & Color" - Alabama Shakes

### R&B
- Best R&B Performance
  - "Earned It (Fifty Shades of Grey)" - The Weeknd
- Best Traditional R&B Performance
  - "Little Ghetto Boy" - Lalah Hathaway
- Best R&B Song
  - D'Angelo & Kendra Foster (componisten) voor Really Love, uitvoerenden: D'Angelo & The Vanguard
- Best Urban Contemporary Album
  - "Beauty Behind the Madness" - The Weeknd
- Best R&B Album
  - "Black Messiah" - D'Angelo & The Vanguard

### Rap
- Best Rap Performance
  - "Alright" - Kendrick Lamar
- Best Rap/Sung Collaboration
  - "These Walls" - Kendrick Lamar ft. Bilal, Anna Wise & Thundercat
- Best Rap Song
  - Kendrick Lamar, Kawan Prather, Mark Anthony Spears & Pharrell Williams (componisten) voor Alright, uitvoerende: Kendrick Lamar
- Best Rap Album
  - "To Pimp a Butterfly" - Kendrick Lamar

### Country
- Best Country Solo Performance
  - "Traveller" - Chris Stapleton
- Best Country Duo/Group Performance
  - "Girl Crush" - Little Big Town
- Best Country Song
  - Hillary Lindsey, Lori McKenna & Liz Rose (componisten) voor Girl Crush, uitvoerende: Little Big Town
- Best Country Album
  - "Traveller" - Chris Stapleton

### New Age
- Best New Age Album
  - "Grace" - Paul Avgerinos

### Jazz
- Best Improvised Jazz Solo
  - "Cherokee" - Christian McBride
- Best Jazz Vocal Album
  - "For One To Love" - Cécile McLorin Salvant
- Best Jazz Instrumental Album
  - "Past Present" - John Scofield
- Best Large Jazz Ensemble Album
  - "The Thompson Fields" - Maria Schneider Orchestra
- Best Latin Jazz Album
  - "Made in Brazil" - Elaine Elias

### Gospel/Contemporary Christian Music
- Best Gospel Performance/Song
  - "Wanna Be Happy?" - Kirk Franklin (uitvoerende/componist)
- Best Contemporary Christian Music Performance/Song
  - "Holy Spirit" - Francesca Battistelli (uitvoerende)
  - NB: De componisten van dit nummer, Bryan & Katie Torwalt, kregen geen Grammy Award omdat in deze categorie uitsluitend nieuwe composities een prijs winnen, en niet als het (zoals hier) om een cover versie gaat.
- Best Gospel Album
  - "Covered: Alive in Asia" - Israel & Newbreed
- Best Contemporary Christian Music Album
  - "This Is Not a Test" - TobyMac
- Best Roots Gospel Album
  - "Still Rockin' My Soul" - The Fairfield Four

### Latin
- Best Latin Pop Album
  - "A Quien Quiera Escuchar (Deluxe Edition)" - Ricky Martin
- Best Latin Rock, Urban or Alternative Album
  - "Hasta la Raiz" - Natalia Lafourcade EN "Dale" - Pitbull
- Best Regional Mexican Music Album 
  - "Realidades (Deluxe Edition)" - Los Tigres del Norte
- Best Tropical Latin Album
  - "Son de Panamá" - Rubén Blades & Roberto Delgado & Orquesta

### American Roots
- Best American Roots Performance
  - "See That My Grave Is Kept Clean" - Mavis Staples
- Best American Roots Song
  - Jason Isbell (componist) voor 24 Frames, uitvoerende: Jason Isbell
- Best Americana Album
  - "Something More Than Free" - Jason Isbell
- Best Bluegrass Album
  - "The Muscle Shoals Recordings" - The Steel Drivers
- Best Blues Album
  - "Born To Play Guitar" - Buddy Guy
- Best Folk Album
  - "Béla Fleck & Abigail Washburn" - Béla Fleck & Abigail Washburn
- Best Regional Roots Music Album
  - "Go Go Juice" - Jon Cleary

### Reggae
- Best Reggae Album
  - "Strictly Roots" - Morgan Heritage

### Wereldmuziek
- Best World Music Album
  - "Sings" - Angelique Kidjo

### Kinderrepertoire
- Best Children's Album
  - "Home" - Tim Kubart

### Gesproken Woord
- Best Spoken Word Album
  - "A Full Life: Reflections at Ninety" - Jimmy Carter

### Comedy
- Best Comedy Album
  - "Live at Madison Square Garden" - Louis C.K.

### Musical
- Best Musical Theater Album
  - "Hamilton (Original Broadway Cast)" - Daveed Diggs, Renée Elise Goldsberry, Jonathan Groff, Christopher Jackson, Jasmine Cephas Jones, Lin-Manuel Miranda, Leslie Odom, Jr., Okieriete Onaodowan, Anthony Ramos & Phillipa Soo (solisten); Alex Lacamoire, Lin-Manuel Miranda, Bill Sherman, Ahmir Thompson & Tarik Trotter (producers); Lin-Manuel Miranda (componist/schrijver)

### Soundtracks
- Best Compilation Soundtrack for Visual Media
  - "Glen Campbell: I'll Be Me" - Julian Raymond (producer)
- Best Score Soundtrack for Visual Media
  - "Birdman" - Antonio Sanchez
- Best Song Written for Visual Media
  - Lonnie Lynn, Che Smith & John Legend (componisten) voor Glory, uitvoerenden: Common & John Legend

### Compositie & Arrangementen
- Best Instrumental Composition
  - Arturo O'Farrill (componist) voor The Afro Latin Jazz Suite, uitvoerenden: Arturo O'Farrill & The Afro Latin Jazz Orchestra ft. Rudresh Mahanthappa
- Best Arrangement, Instrumental or A Cappella
  - Ben Bram, Mitch Grassi, Scott Hoying, Avi Kaplan, Kirstie Maldonado & Kevin Olusola (arrangeurs) voor Dance of the Sugar Plum Fairy, uitvoerenden: Pentatonix
- Best Arrangement, Instruments and Vocals
  - Maria Schneider (arrangeur) voor Sue (Or in a Season of Crime), uitvoerende: David Bowie

### Hoezen
- Best Recording Package
  - Sarah Dodds, Shauna Dodds & Dick Reeves (ontwerpers) voor  Still the King: Celebrating the Music of Bob Wills and His Texas Playboys, uitvoerenden: Asleep at the Wheel
- Best Boxed or Limited Edition Package
  - Susan Archie, Dean Blackwood & Jack White (ontwerpers) voor The Rise & Fall of Paramount Records, Volume Two (1928–32), uitvoerenden: diverse artiesten
- Best Album Notes
  - Joni Mitchell (schrijver) voor Love Has Many Faces: A Quartet, A Ballet, Waiting to Be Danced, uitvoerende: Joni Mitchell

### Historische uitgaven
- Best Historical Album
  - "The Basement Tapes Complete: The Bootleg Series Vol. 11" - Steve Berkowitz, Jan Haust & Jeff Rosen (producers); Peter J. Moore & Mark Wilder (mastering engineers) (uitvoerenden: Bob Dylan & The Band)

### Productie & Techniek
- Best Engineered Album, Non-Classical
  - Shawn Everett (techniek) & Bob Ludwig (mastering engineer) voor Sound & Color, uitvoerenden: Alabama Shakes
- Best Engineered Album, Classical
  - Leslie Ann Jones, John Kilgore, Nora Kroll-Rosenbaum & Justin Merrill (technici) & Patricia Sullivan (mastering engineer) voor Ask Your Mama, uitvoerenden: George Manahan & San Francisco Ballet Orchestra
- Producer of the Year, Non-Classical
  - Jeff Bhasker
- Producer of the Year, Classical
  - Judith Sherman
- Best Surround Sound Album
  - James Guthrie (techniek/mastering engineer/producer) & Joel Plante (mastering engineer) voor Amused to Death, uitvoerende: Roger Waters

### Klassieke muziek
Winnaars van een Grammy zijn vetgedrukt. Medewerkenden die niet in aanmerking kwamen voor een Grammy (begeleiders, orkesten, etc.) staan in kleine letters vermeld.
- Best Orchestral Performance
  - "Shostakovich: Under Stalin's Shadow - Symphony No. 10" - Andris Nelsons (dirigent)
  - Boston Symphony Orchestra, orkest
- Best Opera Recording
  - "Ravel: L'Enfant et Les Sortilèges; Shéhérazade" - Seiji Ozawa (dirigent); Isabel Leonard & Dominic Fyfe (producers)
  - Saito Kinen Orchestra; SKF Matsumoto Chorus & SKF Matsumoto Children's Chorus (koren en orkest)
- Best Choral Performance
  - "Rachmaninoff: All Night Vigil" - Charles Bruffy (dirigent)
  - Paul Davidson, Frank Fleschner, Toby Vaughn Kidd, Bryan Pinkall, Julia Scozzafava, Bryan Taylor & Joseph Warner (solisten); Phoenix Chorale & Kansas City Chorale (koren)
- Best Chamber Music/Small Ensemble Performance
  - "Filament" - Eighth Blackbird
- Best Classical Instrumental Solo
  - "Dutilleux: Violin Concerto, L'Arbre des Songes" - Augustin Hadelich (solist); Ludovic Morlot (dirigent)
  - Seattle Symphony, orkest
- Best Classical Solo Vocal Album
- "Joy & Tony Live from Wigmore Hall" - Joyce DiDonato (solist); Antonio Pappano (begeleider)
- Best Classical Compendium
  - "Paulus: Three Places of Enlightenment; Veil of Tears & Grand Concerto" - Giancarlo Guerrero (dirigent); Tim Handley (producer)
- Best Contemporary Classical Composition
  - Stephen Paulus (componist) voor Prayers & Remembrances, uitvoerenden: Eric Holtan & True Concord Voices

### Video
- Best Music Video
  - "Bad Blood" - Taylor Swift ft. Kendrick Lamar (artiesten); Joseph Kahn (regisseur); Ron Mohrhoff (producer)
- Best Music Film
  - "Amy" - Amy Winehouse (artiest); Asif Kapadia (regisseur); James Gay-Rees (producer)

| Aantal Grammy's | Artiest         |
| --------------- | --------------- |
| 5               | Kendrick Lamar  |
| 3               | Alabama Shakes  |
| 3               | Serban Ghenea   |
| 3               | Taylor Swift    |
| 3               | John Hanes      |
| 2               | Diplo           |
| 2               | Skrillex        |
| 2               | Ed Sheeran      |
| 2               | Chris Stapleton |
| 2               | The Weeknd      |
| 2               | Mark Ronson     |

| Aantal nominaties | Artiest                |
| ----------------- | ---------------------- |
| 11                | Kendrick Lamar         |
| 7                 | Taylor Swift           |
| 7                 | The Weeknd             |
| 6                 | Max Martin             |
| 5                 | Florence + The Machine |
| 5                 | Tom Coyne              |
| 5                 | Drake                  |
| 5                 | Serban Ghenea          |
| 5                 | John Hanes             |